# Оскоба (река)
Оскоба — река в Эвенкийском районе Красноярского края России, левый приток Подкаменной Тунгуски. Длина реки — 183 км. Площадь водосборного бассейна — 3260 км².
Река берёт начало в болотах в южной части Центральнотунгусского плато почти на границе с Кежемским районом на высоте более 300 м над уровнем моря. От истока преимущественно течёт на север по холмистой тайге с преобладанием сосны. Русло реки часто заболочено. В среднем течении, после впадения Юдукона, поворачивает на юго-запад, а после впадения Аима у зимовья Порожное — снова на север. Впадает в Подкаменную Тунгуску по левому берегу на отметке 225 м над уровнем моря, ниже впадения Собы, в 1054 км от устья Подкаменной Тунгуски, в 4 км к юго-востоку от посёлка Оскоба. Ширина перед устьем составляет 26 м при глубине 0,9 м. 

## Основные притоки
Указаны поименованные притоки длиной 30 км и более
| Название | Расстояние от устья | Длина | Положение |
| -------- | ------------------- | ----- | --------- |
| Микчанда | 14                  | 36    | левый     |
| Юдукон   | 18                  | 63    | левый     |
| Каска    | 62                  | 73    | левый     |
| Юдукон   | 83                  | 48    | левый     |
| Мундукша | 128                 | 36    | левый     |
| Кыра     | 129                 | 31    | правый    |

## Данные водного реестра
По данным государственного водного реестра России и геоинформационной системы водохозяйственного районирования территории РФ, подготовленной Федеральным агентством водных ресурсов:
- Бассейновый округ — Енисейский
- Речной бассейн — Енисей
- Речной подбассейн — Подкаменная Тунгуска
- Водохозяйственный участок — Подкаменная Тунгуска от истока до впадения Чуни
- Код водного объекта — 17010500112116100038127